# Metropolia kurska
Metropolia kurska – jedna z metropolii Rosyjskiego Kościoła Prawosławnego. W jej skład wchodzą trzy eparchie: eparchia kurska, eparchia żeleznogorska i eparchia szczygierska. Obejmuje terytorium obwodu kurskiego.
Erygowana przez Święty Synod Rosyjskiego Kościoła Prawosławnego na posiedzeniu w dniu 26 lipca 2012. Jej pierwszym ordynariuszem został arcybiskup kurski i rylski German (Moralin), podniesiony następnie do godności metropolity.